# Cluny (Alberta)
Cluny est un hameau (hamlet) du Comté de Wheatland, situé dans la province canadienne d'Alberta.

## Démographie
En tant que localité désignée dans le recensement de 2011, Cluny a une population de 60 habitants dans 30 de ses 41 logements, soit une variation de 0.0% par rapport à la population de 2006. Avec une superficie de 0,583 2 km2, le hameau possède une densité de population de 102,880 7 hab/km2 en 2011.
Concernant le recensement de 2006, Cluny abritait 60 habitants dans 29 de ses 29 logements. Avec une superficie de 0,583 2 km2, le hameau possédait une densité de population de 102,9 hab/km2 en 2006.